# Черниговский, Андрей Васильевич
Андрей Васильевич Черниговский (род. 10 февраля 1983, Братск, Иркутская область) — российский футболист, полузащитник. Ныне — тренер.

## Карьера

### Клубная
Начинал профессиональную карьеру в подмосковном «Сатурне-REN TV», однако за основную команду не играл. С 2007 по 2009 год выступал в первом дивизионе за брянское «Динамо» и «МВД России». В 2010 году выступал за «Олимп» (Фрязино). Завершал карьеру в «Сатурне».

### В сборных
В 2009 году числился в заявке сборной России на Маккабиаду.

### Тренерская
В 2011 году начал тренерскую деятельность. Работал детским тренером в академиях им. А. Журавлёва, «Савёловской» и «Строгино».
В 2014—2015 годах возглавлял любительский клуб «Квазар» (Москва). С июля по сентябрь 2015 года был наставником армянского клуба Премьер-лиги «Мика».
В марте 2017 года вошёл в тренерский штаб российской команды второго дивизиона «Знамя Труда».